# Paroisse Egmont
Paroisse Egmont est une paroisse dans le comté de Prince sur l'Île-du-Prince-Édouard, au Canada.
Elle contient les cantons suivants:
- Lot 4
- Lot 5
- Lot 6
- Lot 7